# Rawayana
Rawayana — венесуэльская музыкальная группа, основанная в 2007 году в городе Каракас. Коллектив исполняет музыку в стиле «тропикал футуризм» (Tropical Futurism), объединяя элементы регги, фанк-рока, ска, латинской альтернативы и психоделического попа.

## Название
Сами участники группы упоминали в интервью, что это слово возникло как вымышленное имя, которое со временем стало их музыкальным брендом. Некоторые фанаты предполагают, что "Rawayana" может быть связано с карибскими или индейскими корнями, но официального подтверждения этому нет. Группа известна своим стилем "trippy-pop", который сочетает регги, рок, поп и латинские ритмы. Также участники часто шутят, что оно отражает их уникальный, эклектичный подход к музыке.

## История
Группа Rawayana была образована четырьмя друзьями: Альберто «Бето» Монтаньо (вокал, гитара), Антонио Ромео (бас-гитара), Андрес «Фриви» Лафон (ударные) и Альфонсо «Фончи» Капелло (гитара). Первоначально коллектив начал свою деятельность как любительский проект, но вскоре привлек внимание слушателей благодаря уникальному звучанию и экспериментальному подходу к музыке.
В 2010 году группа выпустила свой дебютный альбом Licencia Para Ser Libre, который включал хиты Fuego Azul и Algo Distinto. Альбом принес коллективу популярность в Венесуэле и за её пределами. В последующие годы Rawayana продолжили развивать свой стиль, смешивая различные жанры и экспериментируя со звуком.

### Формирование и ранние годы (2007–2010)
Поначалу коллектив выступал на небольших локальных мероприятиях и вечеринках в Каракасе. Они исполняли каверы на популярные хиты и постепенно начали писать собственные песни, вдохновлённые регги, ска, фанком и альтернативным роком. Важную роль в развитии группы сыграли социальные сети, через которые они продвигали свою музыку и находили новых слушателей.

### Дебют и прорыв (Licencia Para Ser Libre, 2011)
В 2011 году Rawayana выпустили свой дебютный альбом Licencia Para Ser Libre. Альбом включал 12 треков, среди которых были такие хиты, как Fuego Azul, Algo Distinto и Vocabulario Básico. Эти композиции быстро стали популярными в Венесуэле, а затем и в других странах Латинской Америки. 
Хотя Licencia Para Ser Libre формально можно отнести к регги-року, в его звучании угадываются влияния разнообразных жанров — от джем-бэнд эстетики, характерной для Sublime или The Police, до расслабленного латинского грува в духе Los Amigos Invisibles и Cultura Profética. Альбом отличается мягкой, но при этом динамичной ритм-секцией, которая задаёт тон всем композициям. Гитарные партии плавно перетекают между воздушными аккордами и мелодичными соло, а бас-линии придают песням упругость и глубину. Вокал Бето Монтаньо звучит непринуждённо и вкрадчиво, будто бы вплетаясь в общее звуковое полотно, а не доминируя над ним.
Здесь Rawayana балансируют на грани экспериментального попа и традиционных карибских жанров, избегая излишней агрессивности или драматизма. Вместо этого они создают лёгкую, но при этом запоминающуюся атмосферу, близкую к тому, что можно назвать «летней саундтрековой музыкой».
Хотя Licencia Para Ser Libre не стал коммерческим мега-хитом, он закрепил за Rawayana репутацию группы, готовой ломать шаблоны и исследовать новые звучания. Этот альбом стал важной вехой в венесуэльской альтернативной музыке, предложив эстетический баланс между поп-экспериментами, регги-гармониями и фанковыми ритмами.
В ретроспективе можно сказать, что именно Licencia Para Ser Libre заложил фундамент для последующего творчества Rawayana, позволив им сформировать свой собственный, ни на что не похожий стиль, который позже трансформируется в их фирменный «Tropical Futurism».

### Закрепление успеха (Rawayanaland, 2013)
После успешного дебюта с Licencia Para Ser Libre (2011) группа Rawayana стояла перед вызовом: либо повторить звучание первого альбома, либо рискнуть и расширить своё музыкальное видение. Они выбрали второй путь. В 2013 году коллектив выпустил Rawayanaland, альбом, который продемонстрировал их эволюцию и закрепил статус одной из самых самобытных групп в венесуэльской альтернативной сцене.
Если первый альбом был лёгким и непринуждённым, вдохновлённым регги и акустическим попом, то Rawayanaland вывел звучание группы на новый уровень, добавив больше экспериментов с психоделией, фанком и карибскими ритмами. Это был шаг в сторону более сложного, но при этом по-прежнему доступного саунда.
Rawayanaland сохранил основу, на которой строилась музыка Rawayana — расслабленные ритмы, мелодичный вокал и обволакивающий грув. Однако этот альбом привнёс в их звучание больше смелых аранжировок, интересных инструментальных решений и влияний из разных жанров.
- В основе по-прежнему регги, но теперь оно сочетается с элементами психоделического рока, фанка, ска и даже электронных экспериментов.
- Использование эффектов, наложения звуковых текстур и лёгкая эхо-обработка вокала создают гипнотическую атмосферу.
- Бас стал более выраженным и фанковым, а ударные получили больше пространства для импровизации.

Если первый альбом звучал как акустический концерт на пляже, то Rawayanaland — это уже полноценное музыкальное путешествие, напоминающее то, что позднее сами музыканты назовут «Tropical Futurism».
С Rawayanaland Rawayana окончательно утвердили свою репутацию группы, способной объединять стили и раздвигать жанровые границы. Если первый альбом сделал их локальными звёздами в Венесуэле, то второй дал старт международному признанию, открыв двери для выступлений в других странах Латинской Америки.
Этот альбом стал ключевым мостом между их ранним звучанием и будущими экспериментами, подготовив почву для Trippy Caribbean (2016) — альбома, который окончательно вывел их на мировой уровень.

### Международный успех (Trippy Caribbean, 2016)
В 2016 году Rawayana выпустили свой третий альбом Trippy Caribbean, который стал прорывным в их карьере. Альбом представил новый стиль, который сами участники группы назвали «тропикал футуризм» (Tropical Futurism).
К тому моменту Rawayana уже сформировали свою аудиторию в Венесуэле и Латинской Америке, но именно Trippy Caribbean стал их по-настоящему международным прорывом. С этим альбомом группа окончательно определилась со своим звучанием, объединив влияние регги, фанка, альтернативного рока и психоделии. 
С первых нот Trippy Caribbean становится ясно, что Rawayana вышли за рамки привычных им жанров. В отличие от более лёгкого и акустического Licencia Para Ser Libre или экспериментального Rawayanaland, здесь саунд стал плотнее, сочнее и многослойнее.
Альбом построен на фундаменте регги, но в нём чувствуется сильное влияние фанка 70-х, современного инди-попа и даже элементов соул-музыки. Густая басовая линия и обволакивающие гитарные рифы создают ощущение музыкального транса, а гипнотический вокал Бето Монтаньо придаёт песням расслабленную, но при этом драйвовую атмосферу.
Вдохновляясь эстетикой винтажных записей, Rawayana добавляют в треки налёт старой школы — здесь есть аналоговые синтезаторы, мягкие вибрации электрооргана и эхо, создающее эффект присутствия в пространстве. В итоге альбом действительно оправдывает своё название — это настоящий «трип» сквозь музыкальные жанры и карибскую культуру.
Стоит выделить песню «High» (feat. Apache) которая стала абсолютным хитом альбома и массовым феноменом. В этом треке венесуэльский рэпер Apache добавляет хип-хоп-влияние, а сам трек превращается в гимн расслабления и безмятежности. Именно он принёс Rawayana внимание более широкой публики, а его клип набрал миллионы просмотров на YouTube.

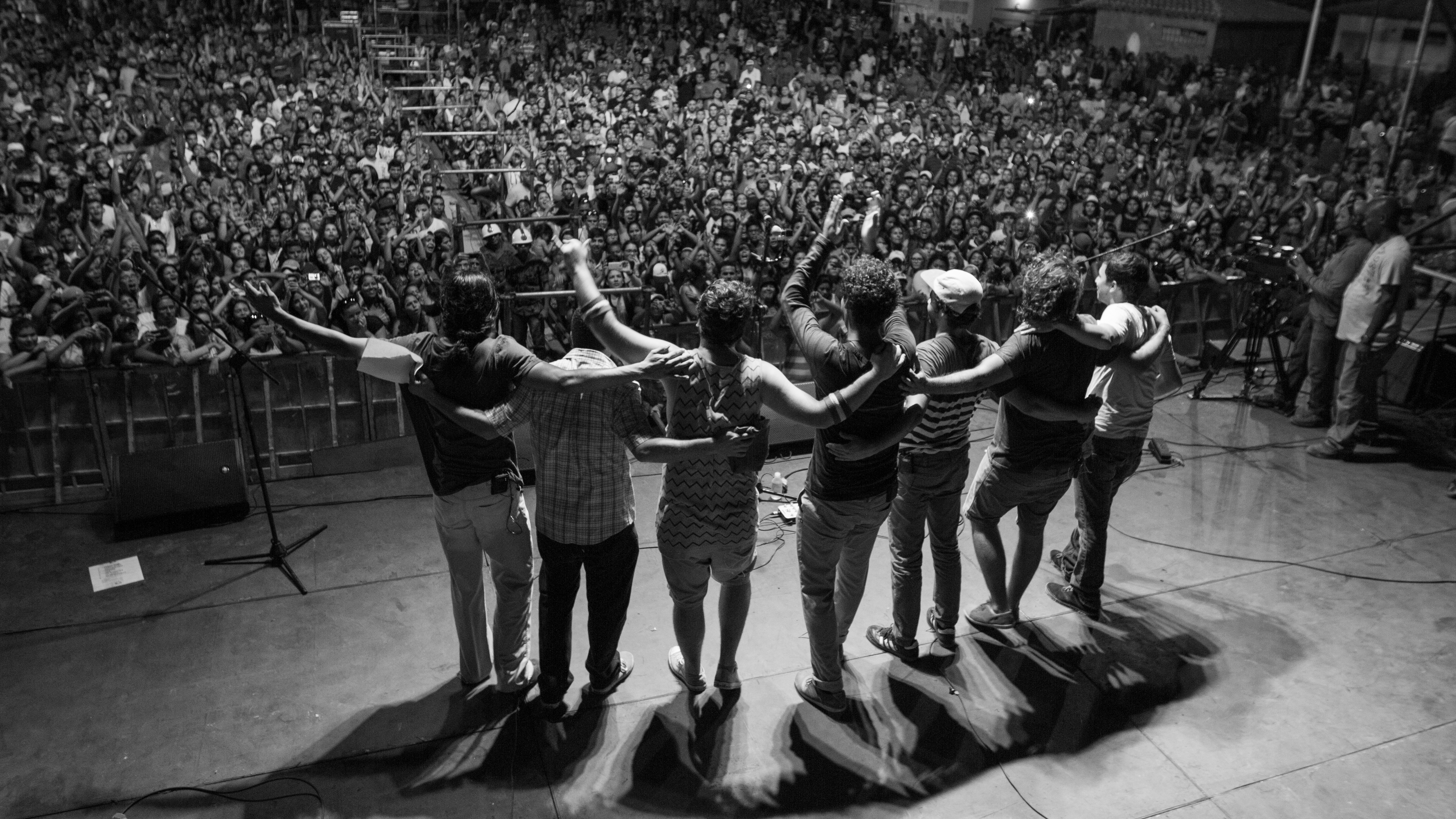

После выхода Trippy Caribbean группа отправилась в масштабный тур по Латинской Америке, США и даже Европе. Они выступили на таких фестивалях, как Lollapalooza, Vive Latino, Rock al Parque и Austin City Limits, что позволило им выйти на уровень международных альтернативных коллективов. Именно этот альбом окончательно утвердил Rawayana как одну из самых перспективных групп Латинской Америки. Их музыка, сочетая ностальгическое и современное звучание, нашла отклик у самой разной аудитории — от поклонников регги до любителей психоделического рока.
С Trippy Caribbean Rawayana доказали, что они не просто локальная группа, а настоящие новаторы, способные переосмысливать традиционные карибские жанры в духе XXI века.

### Современость (Cuando los Acéfalos Predominan, 2021)
После успеха Trippy Caribbean (2016) Rawayana оказались в уникальной позиции: их звучание стало узнаваемым, а стиль «Tropical Futurism» (сочетание регги, фанка, психоделии и карибских ритмов) получил широкую популярность. Однако группа не остановилась на достигнутом. В 2021 году они выпустили Cuando los Acéfalos Predominan, самый концептуальный, амбициозный и сложный альбом в своей карьере. С этим релизом Rawayana вышли за рамки своего привычного звучания, углубившись в социальную критику, экзистенциальные размышления и более экспериментальные формы музыки. В альбоме чувствуется влияние джаза, хип-хопа, латин-рока и даже электронных жанров, но при этом он сохраняет фирменную расслабленную и многослойную эстетику группы. 
Если раньше Rawayana ассоциировались с лёгкостью и солнечными вайбами, то Cuando los Acéfalos Predominan демонстрирует более зрелый и многогранный подход к продакшену.
- В этом альбоме больше джаза, сложных гармоний и неожиданных смен ритма.
- Бас-линии стали ещё глубже и разнообразнее, а барабаны перешли от ровных регги-ритмов к более грувовым и экспериментальным паттернам.
- Использование синтезаторов и электронных эффектов делает звучание более атмосферным и футуристичным.

Этот альбом звучит как саундтрек к современному урбанистическому миру, в котором сталкиваются хаос, ирония и желание найти внутреннее равновесие.
С Cuando los Acéfalos Predominan группа отошла от своих ранних романтических и лёгких текстов в сторону глубокого анализа общества, власти и человеческого состояния. Название альбома можно перевести как «Когда безголовые доминируют», что само по себе уже является ироничным комментарием к современному миру. В текстах много политических аллюзий, размышлений о свободе, зависимости и коллективном сознании.  Rawayana окончательно доказали, что они не просто «фестивальная регги-группа», а коллектив, способный на глубокие музыкальные и лирические эксперименты. Этот альбом помог им расширить аудиторию, привлекая не только поклонников инди и регги, но и слушателей, которые ищут более сложные и интеллектуальные музыкальные работы.
Альбом получил высокие оценки критиков, а синглы с него попали в плейлисты крупнейших стриминговых платформ. В 2022 году Rawayana отправились в масштабный мировой тур, выступая не только в Латинской Америке, но и в США, Европе и даже Азии. С этим релизом группа показала, что готова переосмыслять своё звучание и развиваться дальше, выходя за привычные рамки и создавая музыку, которая одновременно глубокая, экспериментальная и по-прежнему наполненная карибским духом.

### ¿Quién Trae las Cornetas? (2025)
В 2025 году венесуэльская группа Rawayana выпустила свой пятый студийный альбом под названием «¿Quién Trae las Cornetas?». Этот альбом принёс коллективу их первую премию «Грэмми» в категории «Лучший латиноамериканский рок или альтернативный альбом» на 67-й церемонии вручения наград. 
Название альбома переводится как «Кто принёс корнеты?», что отражает игривый и экспериментальный подход группы к созданию музыки. В этом релизе Rawayana продолжает развивать свой фирменный стиль «Tropical Futurism», сочетая элементы регги, фанка, психоделического рока и традиционных карибских ритмов. Альбом отличается разнообразием звуковых ландшафтов и глубокими лирическими темами, отражающими как личные переживания, так и социальные комментарии.
На церемонии вручения «Грэмми» участники Rawayana выразили благодарность своим поклонникам и отдали дань уважения венесуэльской культуре и артистам, подчеркнув важность своих корней и влияния родной страны на их творчество. 
Победа в престижной номинации «Лучший латиноамериканский рок или альтернативный альбом» не только укрепила международную репутацию Rawayana, но и подчеркнула их значимость в современной латиноамериканской музыкальной сцене. Альбом «¿Quién Trae las Cornetas?» получил широкое признание критиков за инновационный подход и способность объединять различные музыкальные жанры в уникальное и целостное звучание.